# جائزة الإندبندنت لأدب الخيال الأجنبي
جائزة الإندبندنت لأدب الخيال الأجنبي (بالإنجليزية: Independent Foreign Fiction Prize)‏ جائزة أدبية بريطانية سابقة. دشنت من قبل صحيفة الإندبندنت البريطانية لتكريم القصص الخيالية المعاصرة في الترجمة. وقد أطلقت هذه الجائزة لأول مرة في العام 1990 واستمرت لمدة خمس سنوات قبل أن يتم تعليقها. تم إحياؤها مرة أخرى في العام 2001 بدعم مالي من مجلس إنجلترا للفنون. وابتداء من عام 2011 أصبحت الجائزة تحت إدارة مؤسسة "بوك ترست" مع شرط ابقاء الإندبندنت في الاسم. وفي العام 2015، تم حل الجائزة مرة أخرى وإعادة تشكيلها ودمجها مع جائزة مان بوكر الدولية.
كانت مقالات الخيال أو القصص القصيرة المترجمة باللغة الإنجليزية تنشر في المملكة المتحدة قبل عام من الجائزة. اعترفت الجائزة كذلك بكاتب الرواية إلى جانب الترجمة، ويحصل الفائز بالجائزة على مبلغ 5000 جنيه استرليني.

## حصلوا على الجائزة
- 1990 أورهان باموق، القلعة البيضاء - أورخان باموق، القلعة البيضاء (تركية) فيكتوريا هولبرووك
- 1991 ميلان كونديرا، الخلود - ميلان كونديرا، الخلود (تشيكية) بيتر كوسي  [لغات أخرى]‏
- 1992 سيمون ليوز، وفاة نابليون - سيمون ليز The Death Of Napoleon (French) باتريسيا كلانسي [1]
- 1993 خوسيه ساراماغو، وسنة وفاة ريكاردو ريس - جوزيه ساراماغو، The Year of the Death of Ricardo Reis (برتغالية) Giovanni Pontiero
- 1994 باو نينه، حزن الحرب - Bao Ninh, The Sorrow of War (فيتنامية) Phanh Thanh Hao[2]
- 1995 جيرت هوفمان، المفسر - جيرت هوفمان، The Film Explainer (ألمانية) ميخائيل هوفمان
- 2014 حسن بلاسم، المسيح العراقي.[3]

## وصلات خارجية
- "البيان:«مان بوكر العالمية» و«الإندبندنت» تنتصران لترجمة أدب الخيال
- الموقع الرسمي لجائزة مان بوكر.
- بوك ترست: جائزة الإندبندنت لأدب الخيال الأجنبي
- جوود ريدز:الحاصلون على جائزة الإندبندنت لأدب الخيال الأجنبي